# Иванка при Дунаву
Иванка при Дунаву (слч. Ivanka pri Dunaji) насељено је место са административним статусом сеоске општине (слч. obec) у округу Сењец, у Братиславском крају, Словачка Република.

## Историјат
Српски кнез Михаило Обреновић и кнегиња Јулија купили су 1856. године имање Иванка у тадашњој Угарској. Купац је био заправо кнез Милош Обреновић, а потрошио је 230.000 ф. у сребру и приде 5.00 форинти за пренос и још 10.000 ф. за опрему и намештај. Дворац је дотад припадао кнегињи Леополдини Грасалкович де Гиарак, рођеној грофици Естерхази-Еделштетен-Форхтенштајн (1776—1864). Јулија је у месту надомак двора подигла школу за женску сирочад.
Српски политичар Илија Гарашанин често је овде боравио, где се „господски проводио”. По њему, Иванка је било дивно место, са изванредним парковима, пуно разне дивљачи — погодно за одмор и лов. „А домаћица овог правог властелинског имања била је вољена супруга кнеза Михаила — Јулија”.
Кнез Михаило и кнегиња Јулија овде су живели само неколико година, све до повратка у Србију 1860. године када након смрти кнеза Милоша Михаило преузима власт.
Данас, ова грађевина се налази у власништву католичких језуита.

## Опис
Милан Јовановић Стојимировић, српски новинар, дипломата, некадашњи управник Архива Србије, хроничар старог Београда, али и колекционар старина и уметничких дела, посетио је ово огромно имање 1936. године, притом оставивши значајна сведочанства. У време његове посете власник грађевине био је гроф Хуњади, братанац кнегиње Јулије, а примила га је грофица Јулија фон Бос-Валдек, његова синовица. Том приликом, грофица му је уручила поклон — фотографију Анастаса Јовановића која је снимљена под Таковским грмом 1865. године, а која је настала поводом обележавања педесет година од избијања Другог српског устанка.
Опис имања налази се у његовим дневничким записима, новинском тексту под називом „Кнез Михаилова Иванка”, објављеном у листу „Самоуправа” (чији је Стојимировић био уредник), као и у тексту „Таковски грм”, данас чуваном у легату Леонтија Павловића у Народној библиотеци Смедерево. Последњи наведен текст писан је са циљем да се Милан Кашанин упозна са предметима који су се тада налазили у дворцу, а то како би се створила жеља за откупом. Кашанин је био историчар уметности, ликовни критичар, књижевник, историчар књижевности, културни радник, као и тадашњи управник Музеја кнеза Павла у Београду (данас Народни музеј у Београду). Нажалост, његов план није успео и заоставштина је стицајем околности након Другог светског рата дошла у руке музејске збирке Чехословачке, док је један део нестао, продат и највероватније уништен.

### Парк
По Стојимировићевом опису, парк иза замка заузимао је више од 40 хектара. У њему се налазе „...алеје од кестенова, групе сребрних борова, храстови са плавим и дивошљиве са црвеним лишћем, које су украшавале његове поједине партије. Ту и тамо налази се и по нека скулптура, по нека ваза, по неки бињекташ, неко степениште и по неки басен, у коме је некад прштао водоскок.”
У парку је 1995. године од стране захвалних грађана ове општине постављена табла са следећим натписом: „У овом замку вођа Словака Људовит Штур тајно је посећивао српског кнеза Михаила Обреновића који је овде живео у периоду 1853-1858 у егзилу, заједно су сањали сан о слободи својих народа и испуњавали их делима”.

### Архитектура дворца
Дворац, зидан у трећој четвртини 18. века, има архитектонско решење које је склоп средњовековне архитектуре, романике и готике. Та чињеница је Стојимировића навела да ово здање упореди са архитектуром Капетан Мишиног здања у Београду као и Старим здањем у Аранђеловцу архитекте Косте Шрепловића. Дворац има три спрата. Док су се десно од улаза налазили објекти за двороуправитеља и сервис, са леве стране су биле зграде за сено и сточну храну. Поред дворца налази се мала црква у чијој капели, изграђеној од стране кнеза Михаила, се налазе ковчези у којима почивају родитељи и два брата књегиње Јулије. Ту се налазе и веренички прстен, као и гранчице топчидерског храста.

### Ентеријер
Дворац је имао довољно простора за смештај гостију; поред соба интересантни су и салони. Стојимировић је ентеријер изузетно темељно описао:
„1) У холу замка у Иванки налази се једна ваза, у којој стоји 5-6 штапова, онако како их је кнез Михаило ту оставио када је он ту становао. Затим се у том холу налази један сто и две масивне клупе рађене у ораховини у простим и једноставним линијама, снабдевене грбом Кнежевине Србије из времена пре 1868. године.”
„2) У левом крилу партера замка у Иванки налазе се две три спаваће собе за госте, у којима се чува један гвоздени кревет кнеза Милоша, један портрет бискупа Штросмајера из осамдесетих или деведесетих година прошлога века, који не представља неку велику уметничку вредност, више других фотографија и литографија обешених о зидове, које представљају разне југословенске личности чији ми је идентитет било немогуће утврдити, али које, на сваки начин, могу интересовати наше историке; осим тога у једној од ових соба се налази бакрорез на коме је представљен кнез Михаило на једном фаетону за трке, обучен у цивилно одело, док фаетон вуче један арапски белац изванредне лепоте. Овај бакрорез је рађен по Ленбаховом цртежу, чији је оригинал изгубљен. У ових неколико соба се налази неколико ванредно лепих старинских пиротских ћилимова са мотивима који се више не обрађују, те би на сваки начин, копирани, могли врло радо да се искористе у савременој индустрији тих ћилимова.”
„3) У десном крају партера налази се доста велика трпезарија, сачувана онаква каква је била пре 1868. године. У овој трпезарији има неколико занимљивих слика и две слике холандске школе, за које ми је грофица фон Бос-Валдек изјавила да представљају велику уметничку вредност. До трпезарије се налази једна врло велика соба, која је служила као парадна гостинска спаваћа соба, и у којој поред постеље, налазимо неколико комода, бидермајеровског и другог стила, као и друге предмете намештаја, који скрећу на себе пажњу лепом и уметничком израдом. И у овој соби има некаквих слика.”
„4) На спрату се налази један велики салон, у коме има врло интересантних објеката. Ту је један ванредно фини портрет кнеза Михаила, из времена када је он носио кајзербарт, а сликар га је представио заогрнутог некаквом тогом. У истој соби има и једна доста неука копија једног портрета кнегиње Јулије, чији је оригинал радио Ленбах. Грофица фон Бос-Валдек није била у стању да ми каже где се налази оригинал, али ми је рекла да је он вероватно на неком другом имању породице Хуњади. Оквир на камину у овом салону је од белог мермера, снабдевен грбовима Србије и породице Хуњади. Салон је украшен и многим другим сликама мање историјске и уметничке вредности, а у њему се налазе и две огромне вазе француске израде, као и врло много интересантног фајанса. Међу тим фајансом се истиче један огроман лабуд у натприродној величини, као и други предмети од порцелана, итд. Намештај овог салона је онакав, какав је био у времену пре 1868.”
„5) У једном малом салончету се налазе два портрета краљице Наталије и њеног сина Александра, из времена кад је он био дете од 4-5 година. Обучен у шумадијско народно одело, краљ Александар је представљен као сељачко дете, те би овај његов портрет могао бити интересантан за етнографски музеј. Од истог акварелисте, човека који је одлично владао својом техником, налазимо у овој соби још неколико акварела. Један представља београдску кафану из средине XIX века, а други приказује сељанку из београдске околине, која доноси на обрамици ћурке на пијацу. Речено ми је да су ови акварели били поклон краља Милана и краљице Наталије, кад су са својом свитом посетили кнегињу Јулију у Иванки. У овој соби се налази један ванредан портрет грофице Зичи, мајке кнегиње Јулије, обучене у неки црвен левантински костим, као и портрет њене мајке, грофице Палфи коју је на Бечком конгресу принц д’ Лињ прозвао „небеском лепотом”. Исто се тако налази и један бакрорез, који представља некакав портрет те жене схваћене као једно митско божанство које лебди између звезда. Грофица Палфи је на том бакрорезу представљена нага, гола, заогрнута само једним велом. У овој соби је на једној консоли и албум посетилаца, који су долазили кнезу Михаилу и кнегињи Јулији у госте. Нажалост, албум је новијег датума.”
„6) У једној малој билијарској сали налази се, пре свега, билијар кнеза Михаила, његови билијарски такови, и један врло велики портрет кнеза Милоша рађен на плеху, један мањи портрет кнеза Михаила, на коме је он представљен као мађарски племић на коњу, носећи на глави шешир са неколико пера, затим један бакрорез који представља у ствари репродукцију кнежевог портрета од Стеве Тодоровића или кога другог уметника, као и један пулт са књигама које су некада припадале кнезу. Међу овим књигама, којих није врло велики број, налазе се неке француске и неке српске књиге.”
„7) Стоје и одржавају се онакве какве су биле у доба 1868. кнежева спаваћа соба, салон кабинет пред њим, кнегињин будоар и спаваћа соба кнегиње Јулије. У овим спаваћим собама има и неколико православних икона без велике уметничке вредности, које овом делу куће дају нарочити карактер. Занимљиво је да у тим одељењима има разних слика и да је сачувано и одржано чак и постељно рубље снабдевено грбовима Србије. Нарочито су интересантне тапете у кнегињином будоару, јер је платно на зидовима и плафонима ударено преко зида тек пошто је зид био прекривен ватом да би соба била што топлија.”
„8) У свим овим собама има и неких ситница које опомињу на Србију, тако: једна минијатура кнеза Милоша, две-три минијатуре кнеза Михаила и кнегиње Јулије, неколико бакарних судова за воду итд. У целој кући има врло лепих комада, као што су: комоде, секретери, фотеље и други објекти. Једном речи, то је заиста била велика и господска кућа.”
„9) На мансарди, где је некад био сервис, и на степеницама које воде од партера до мансарде налази се, можда стотину портрета разних чланова породица Буол-Шауенштајн, Палфи итд. Људи, жене и деца у најразличитијим костимима од XVI до XVIII века. Није ми познато, како су и зашто су те слике биле ту донесене. У разним одељењима на мансарди налазе се и други предмети, који су везани за епоху кнеза Михаила. Ту се изгледа, чува и стоно рубље и „есцајг” који је био снабдевен грбом кнеза Михаила.”
„10) Најзад, у замку Иванка налазе се и два три свежња писама, које је кнез Михаило писао кнегињи Јулији и која је кнегиња Јулија писала своме другом мужу, кнезу Карлу Аренбергу. Интересантно је, да је кнез Михаило у својим писмима врло нежан и да јој се он обично обраћа на немачком, а да се потписује „Миши”. Писма кнегиње Јулије Аренбергу, то је врло карактеристично, датирана су из Београда, што значи да је она са њим била у преписци и пре свога развода брака. Писана на немачком, готским словима, она су врло тешка за дешифровање, а ја нисам хтео ни да будем индискретан, да завирујем у ту преписку, иако ми је грофица фон Бос-Валдек давала писмо по писмо и покушавала да сама прочита по неке речи. Исто тако, међу тим старим папирима се налазе и десетак цртежа кнегиње Јулије, који говоре да је она имала доста добру школу и да је умела да црта доста реалистички.”
„11) У капели преко пута замка налази се у једном раму од стакла парче гране од храста у Топчидеру, под којим је погинуо кнез Михаило, а у једној зеленој кесици веренички прстен кнегиње Јулије, који је она после Михаилове смрти заветовала Богу.”
„12) Систематским прегледом замка Иванке нашли би се, свакако, и други занимљиви објекти, које ја нисам овде набројао.”
У дворцу се налазила и библиотека коју су сачињавале публикације попут првог издања Даничићевог превода Новог завета, песме Вука Караџића, Даничићеве посланице, издања Загребачке академије наука, књиге о лову, коњима, Наполеону Бонапарти, али и лекције из српског језика писане руком Ђуре Даничичића који је био кнегињин учитељ.

## Становништво
| Година:    | 1994. | 2004.    | 2014.    | 2024.    |
| ---------- | ----- | -------- | -------- | -------- |
| Број људи: | 4589  | 5402     | 6245     | 7247     |
| Разлика:   |       | +17,71 % | +15,60 % | +16,04 % |

| Година:    | 2023. | 2024.   |
| ---------- | ----- | ------- |
| Број људи: | 7172  | 7247    |
| Разлика:   |       | +1,04 % |

Према подацима о броју становника из 2011. године насеље је имало 5.934 становника.